# ヴィクトル・ピサレンコ
ヴィクトル・オシポヴィチ・ピサレンコ（ロシア語: Виктор Осипович Писаренко, ラテン文字転写: Viktor Osipovich Pisarenko、1897年 - 1931年9月19日）は、ソビエト連邦のパイロット、航空エンジニアである。

## 生涯
ヴィテプスク県（現ベラルーシ、ヴィーツェプスク州）で労働者階級の家に生まれた。1915年、ロシア帝国陸軍の信号大隊に志願。十月革命後、赤色中隊のオートバイ兵兼整備兵としてソビエト内戦に参加。1920年にナビゲーター過程を受け、1921年、第4軍第13カザン分遣隊（第13軍第213カザン分遣隊を改編、長：ピョートル・メジェラウプ）に配属。東カレリアに派遣され、フィンランド白衛軍と交戦。
1922年、セヴァストポリの極東戦線航空訓練学校に入学、翌1923年卒業するもそのまま学校に残り教官となった。同年、11月27日、低翼方持ち単葉機・VOP-1の設計ののち製作・初飛行を行い、その後、セルプホフ航空空爆射撃学校教官をしつつパラソル翼のピサレンコ-Tを製作した。
1925年から空軍司令官ピョートル・バラノフの命で空軍研究所にてテストパイロットを務め、I-4 （STA-5、1927年)、I-7（ハインケル HD-37Cのライセンス生産、1928年）、R-5（1929年）、R-7（ANT-10、1930年）の試験飛行に従事した。
記録飛行としては、1926年7月27日から8月9日の間にボリス・ステリゴフとともに、モスクワ - ハリコフ - ロストフ・ナ・ドヌ - セヴァストポリ - キエフ - モスクワのコースで3000kmの飛行をおこない、1929年7月21日にはヤーコフ・アルクスニスとともにポリカルポフ R-5でモスクワからセバストポルまでの1276km、5時間30分の無着陸飛行を行った。
1930年9月、赤色空軍飛行検査所に上級補佐官として異動。1931年9月19日、内戦時代の上官ピョートル・メジェラウプとともにポリカルポフ R-5の悪天候下の飛行試験中、霧の中でブリャンスク近郊の立ち木に衝突し、死亡した。モスクワのニュードン墓地に埋葬される。